# Вега, Сесар
Сесар Хавьер Вега Перроне (исп. César Javier Vega Perrone; род. 2 сентября 1959, Монтевидео) — уругвайский футболист, выступавший на позиции защитника за сборную Уругвая.

## Клубная карьера
Сесар Вега начинал карьеру футболиста в уругвайском клубе «Данубио». В 1985 году он перешёл в уругвайский «Прогресо», а в 1987 году — в мексиканский «Атланте». Затем он выступал за аргентинский «Депортиво Мандию», а карьеру игрока заканчивал в уругвайской команде «Сентраль Эспаньол».
Вега играл в групповых этапах Кубка Либертадорес: в 1984 году в составе «Данубио» и в 1987 году в составе «Прогресо».

## Карьера в сборной
2 августа 1984 года Сесар Вега дебютировал за сборную Уругвая в гостевом товарищеском матче с командой Аргентины.
Вега был включён в состав сборной на чемпионат мира 1986 года в Мексике, но на поле так и не появился.